# Église Notre-Dame-et-Saint-Tugen de Brasparts
Pour les articles homonymes, voir Église Notre-Dame.
L'église Notre-Dame-et-Saint-Tugen, plus souvent appelée église de Brasparts  est une église bretonne située à Brasparts dans le Finistère. Construite en granite, elle date en partie du XVIe siècle. Elle est dédiée à la Vierge-Marie et à saint Tugen, un saint breton. Elle a été classée monument historique par arrêté du 21 décembre 1914. Elle est située au sein d'un enclos paroissial.

## Historique

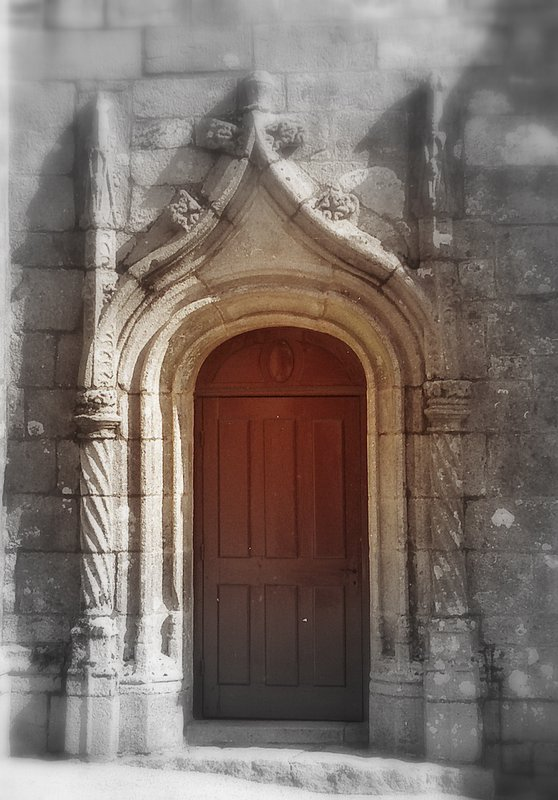
Église Brasparts, porte.

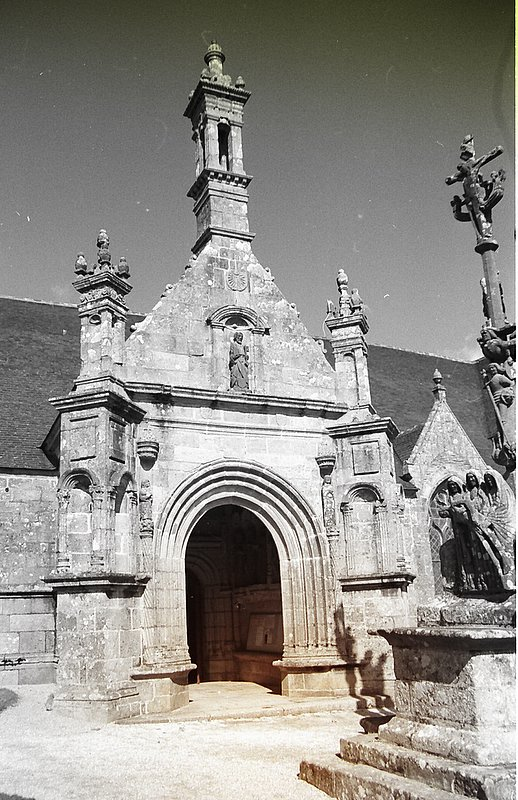
Église Brasparts, porche Sud.

L'église, dont la construction a commencé en 1551, était autrefois sous la dédicace de saint Jaoua, neveu de saint Paul Aurélien et son successeur comme évêque du Léon, qui mourut au presbytère de Brasparts et fut enterré à Plouvien, dans une chapelle qui porte encore son nom. Le clocher et la nef datent du milieu du XVIe siècle, le transept et le chœur du XVIIIe siècle.

## Description

### Extérieur: l'enclos paroissial
- L’église, présente un clocher de style léonard à galerie et lanternons, qui date du XIXe siècle. La date du début de la construction (1551) surmonte la porte ouest, sous le clocher. Les quatre cloches sont datées de 1904, elles se nomment : Marie Léonce Renée Charlotte, Marie Louise Suzanne, Françoise Marie Anne, Anna Marie Augustine.
- Le porche classique qui abrite les statues des Apôtres (les 12 statues sont conservées)
- Le calvaire de l'enclos paroissial, situé près du porche Sud, datant du XVIe siècle) comporte, en haut, le crucifix et au revers l'Ecce Homo. Sous la croix, saint Michel terrasse le dragon et au-dessous une étrange pietà, la Vierge et deux saintes femmes soutiennent le Christ dans une attitude hiératique avec un visage fermé[2].
- L’ossuaire de l’enclos paroissial (XVIe siècle) de plan rectangulaire, comprend six ouvertures en anse de panier sans décoration, deux portes et un œil de bœuf. De style Flamboyant, il a été reconstruit en 171). Sur les rampants du pignon, on peut voir un squelette représentant la Mort et un Ankou tenant un javelot. Le pignon Nord porte l'inscription "JE VOUS TUE TOUS", et le pignon Sud, "REVEILLEZ VOUS/OS AR E (?)". L'intérieur de l'ossuaire n'a pas d'intérêt[2].

### Intérieur

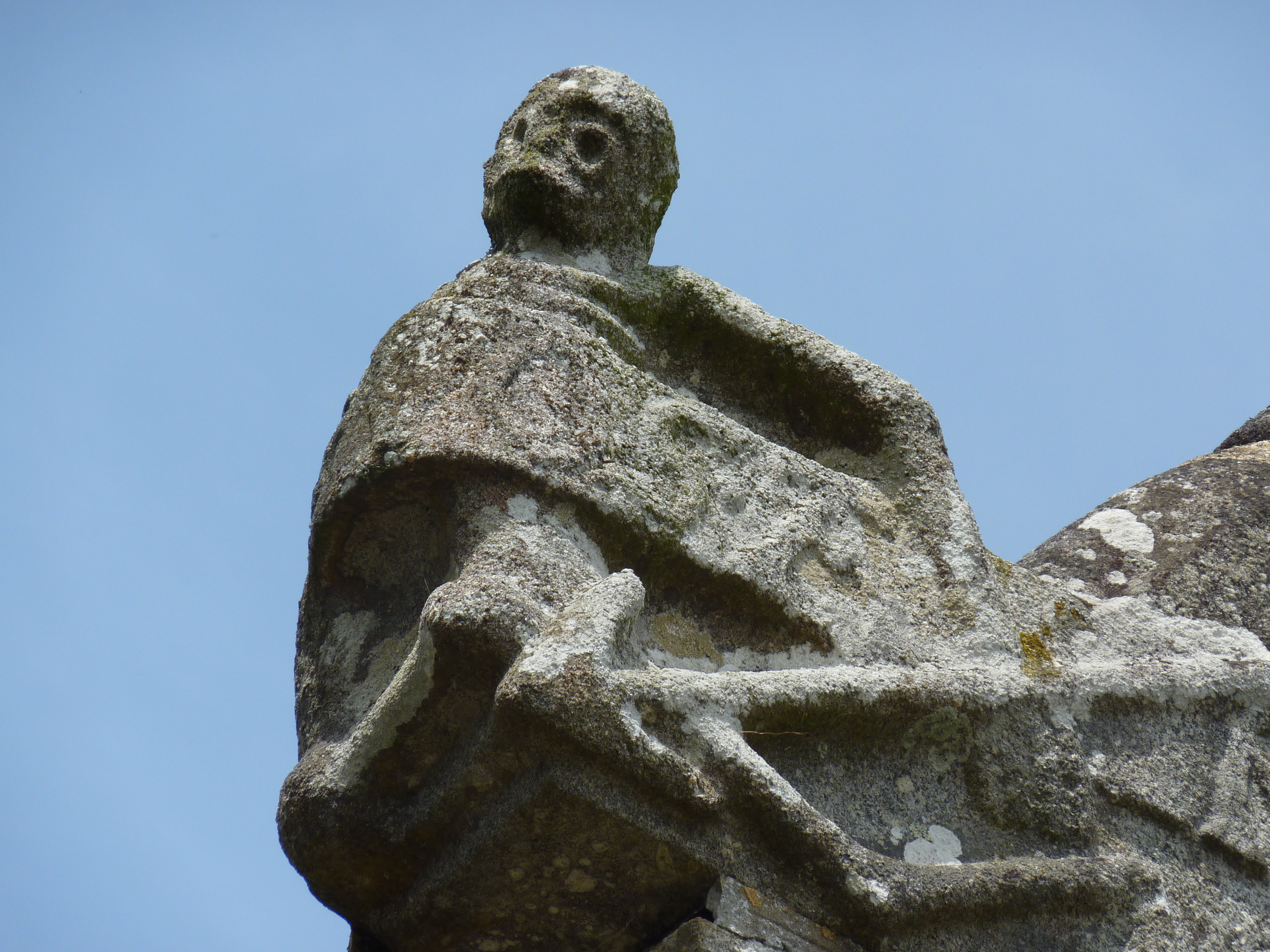
LAnkou" sur l'ossuaire.

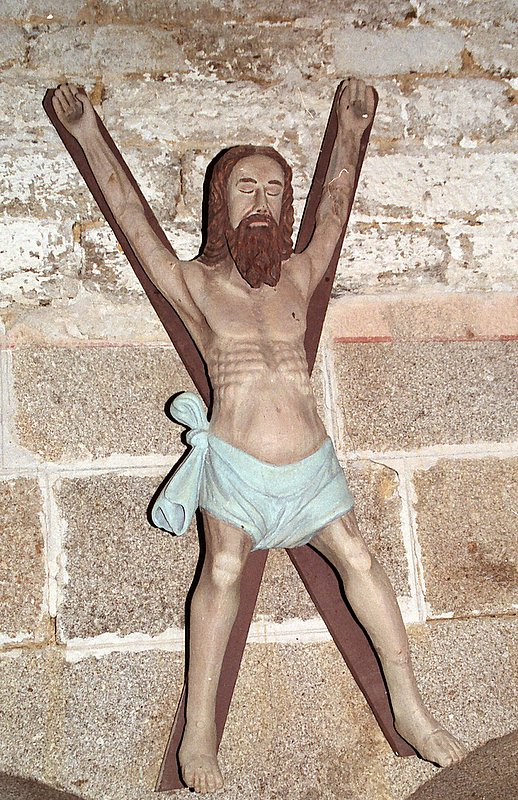
Église de Brasparts, statue de saint André.

- En forme de croix latine, l'église présente une nef de six travées avec bas-côtés, deux chapelles en ailes formant transept et un chœur profond à pans coupés.
- Les vitraux du chœur: le vitrail nord, restauré en 1983, date de 1543. Y sont représentés, un peu dans le désordre, de gauche à droite et de bas en haut: le Lavement des pieds, l'entrée à Jérusalem, la Cène, l'agonie à Gethsémani, Pilate se lavant les mains, Jésus-Christ chez Hérode, Jésus tourné en dérision, Jésus flagellé, Jésus couronné d'épines, le Portement de Croix avec le bon larron, Jésus en croix, l'ensevelissement avec le mauvais larron, et dans les soufflets trois anges avec les instruments de la passion. Le vitrail sud date de 1860 et représente des scènes évangéliques : la Naissance, l'Adoration des mages, la Présentation au Temple, la Fuite en Égypte, le recouvrement au Temple, le Baptême, les Noces de Cana, Pierre sur les eaux, guérison d'un aveugle, le centurion, les petits enfants, la Résurrection de Lazare, et en haut la Transfiguration.
- Le "maître-autel" ou Autel du Saint-Sacrement: son grand baldaquin, porté par quatre grandes colonnes corinthiennes, date du XIXe siècle. L'autel porte une grande peinture du Christ en croix datant de 1844 vers lequel penchent deux anges adorateurs.
- Dans les deux niches situées de part et d'autre du chœur se trouvent deux statues en bois polychrome, datant du XVIIe siècle, représentant les deux saints protecteurs de la paroisse : Notre-Dame-de-Brasparts à gauche et saint Tujan (saint Tugen) à droite. Saint Tugen est généralement représenté en compagnie d'un chien et était invoqué pour prévenir ou guérir la rage, à une époque où ce fléau était presque aussi redouté que la peste.
- L’ancienne statuaire: Piéta, saint André, saint Michel terrassant le dragon, saint Herbot, saint Éloi, ...
- Les autels latéraux : l' autel du Rosaire, dans le transept nord, date de 1658 et est dû à Maurice Le Roux : il présente quatre colonnes torses autour desquelles s'enroulent des pampres de vigne livrées à la rapacité des oiseaux, serpents et escargots, qui encadrent un panneau central rectangulaire où sont représentés une Vierge à l'Enfant remettant un chapelet à saint Dominique et à sainte Catherine de Sienne ; les 15 médaillons représentent les 15 "mystères" du Rosaire. Le tout est surmonté d'un fronton triangulaire d'où émerge un autre panneau qui, dans une niche bordée de colonnettes torses, représente saint Joseph avec l'Enfant-Jésus. L'autel de Saint-Pierre-aux-Liens, dans le transept sud présente une grande peinture datée de 1844 et représentant l'apôtre en prison.
- Les fonts baptismaux, à baldaquin, datent du XVIIe siècle.
- La chaire à prêcher est de style Louis XIV, et elle est décorée à ses angles par les statues des Évangélistes[3].
- La sacristie possède un mobilier religieux datant du XVIIe siècle[4].

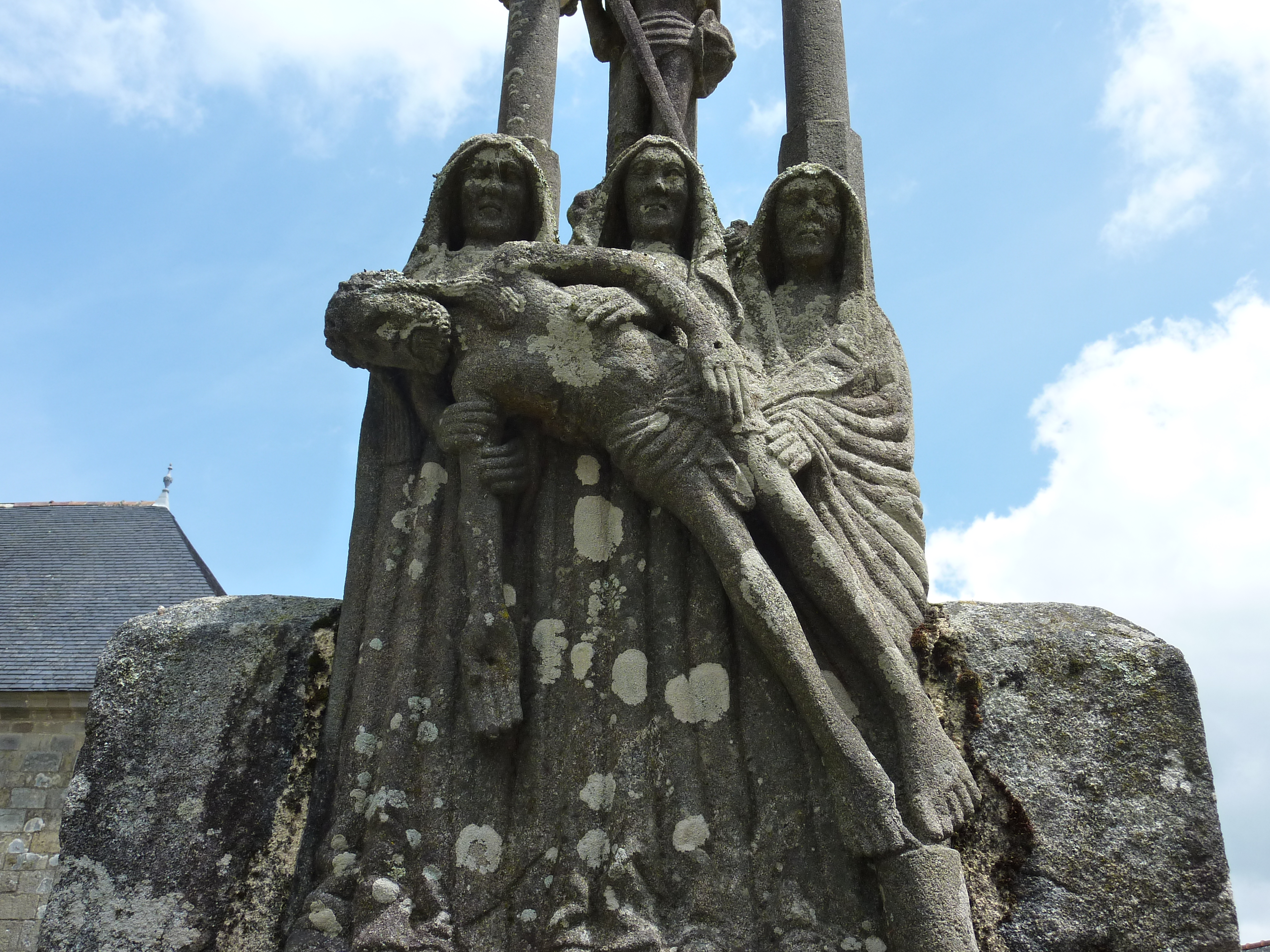
Détail du calvaire: la pietà (XVIe siècle).
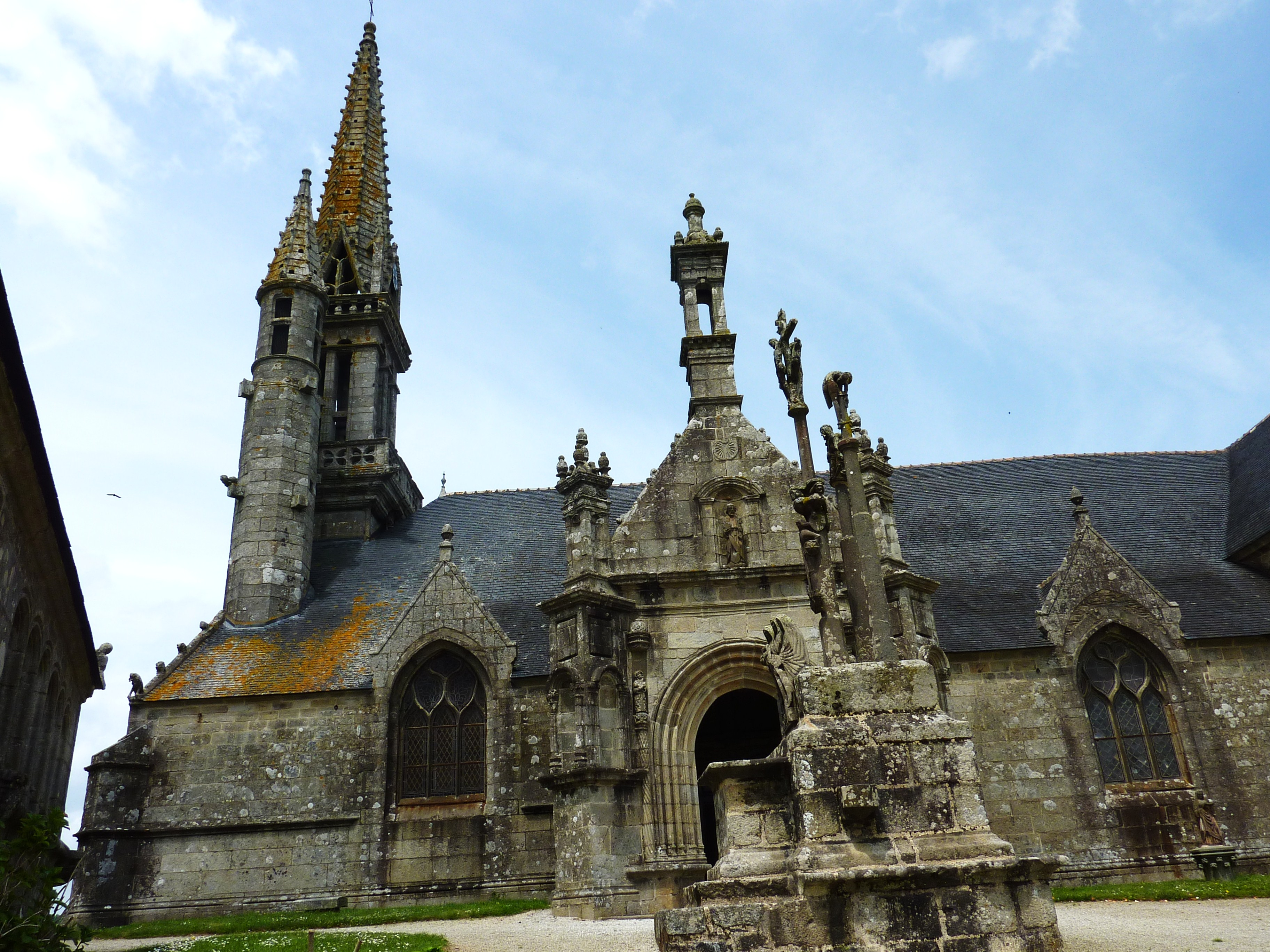
Calvaire et église Notre-Dame-et-Saint-Tugen.
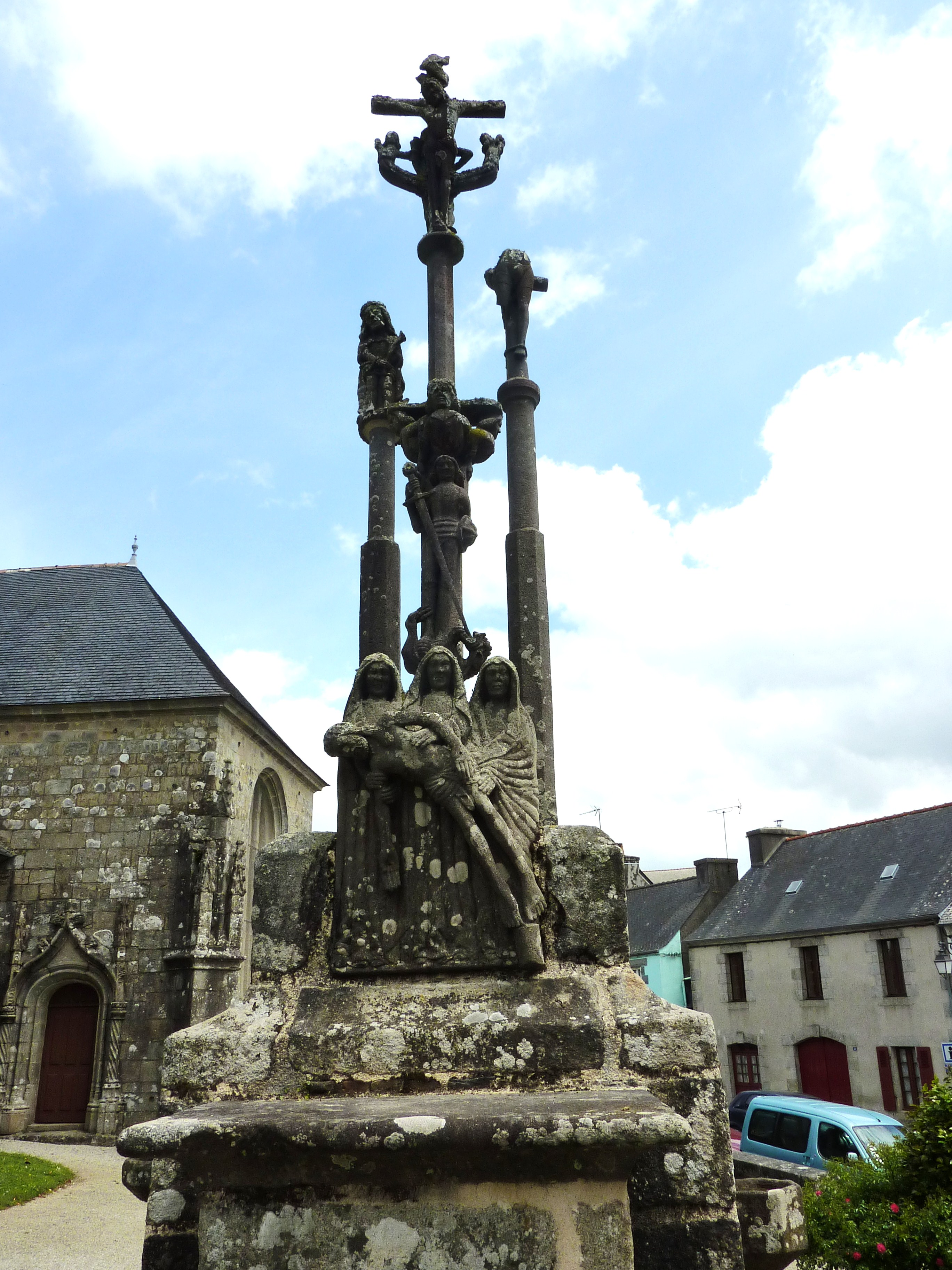
Le calvaire du XVIe siècle.
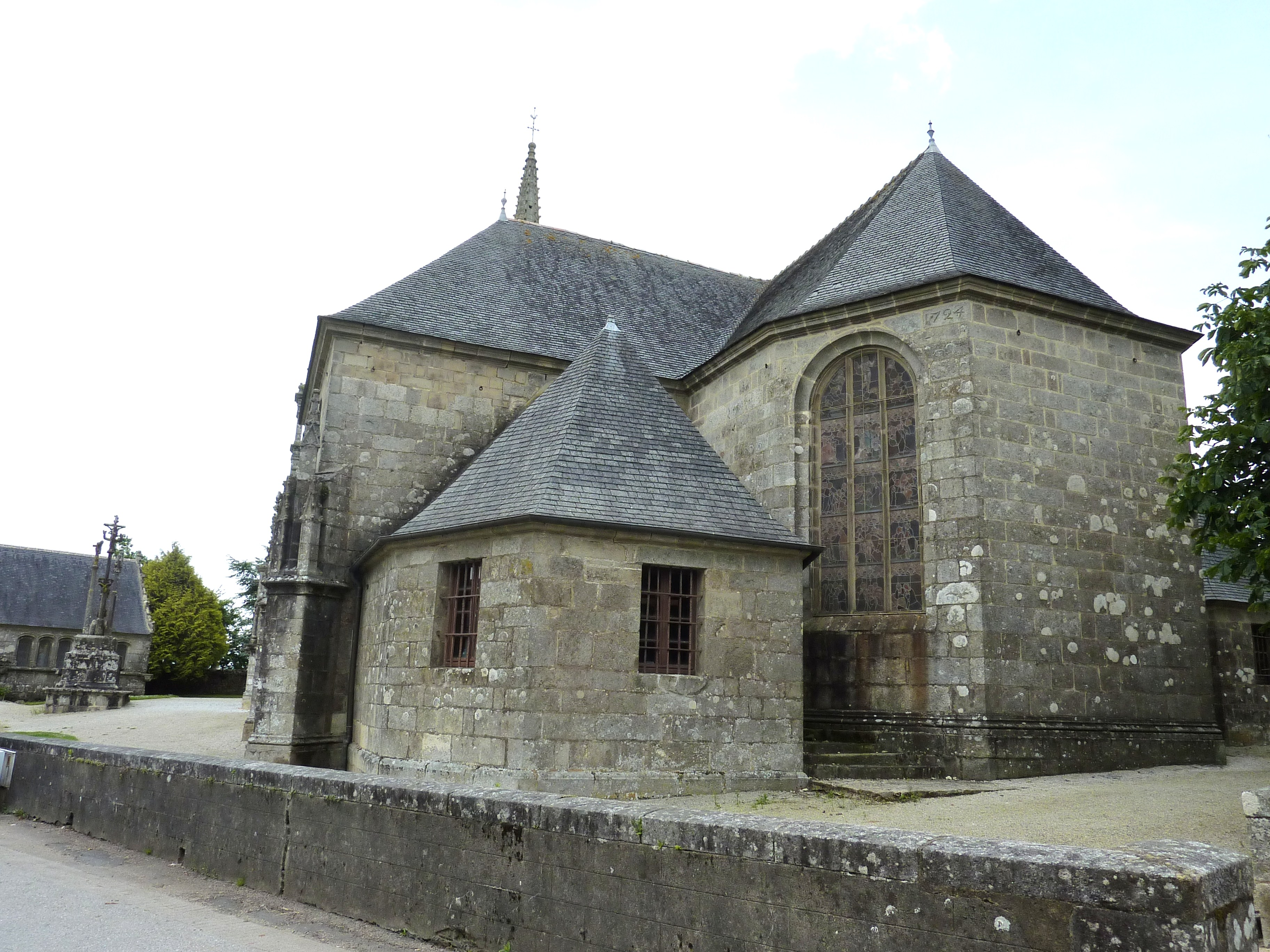
Le chevet de l'église Notre-Dame-et-Saint-Tugen.
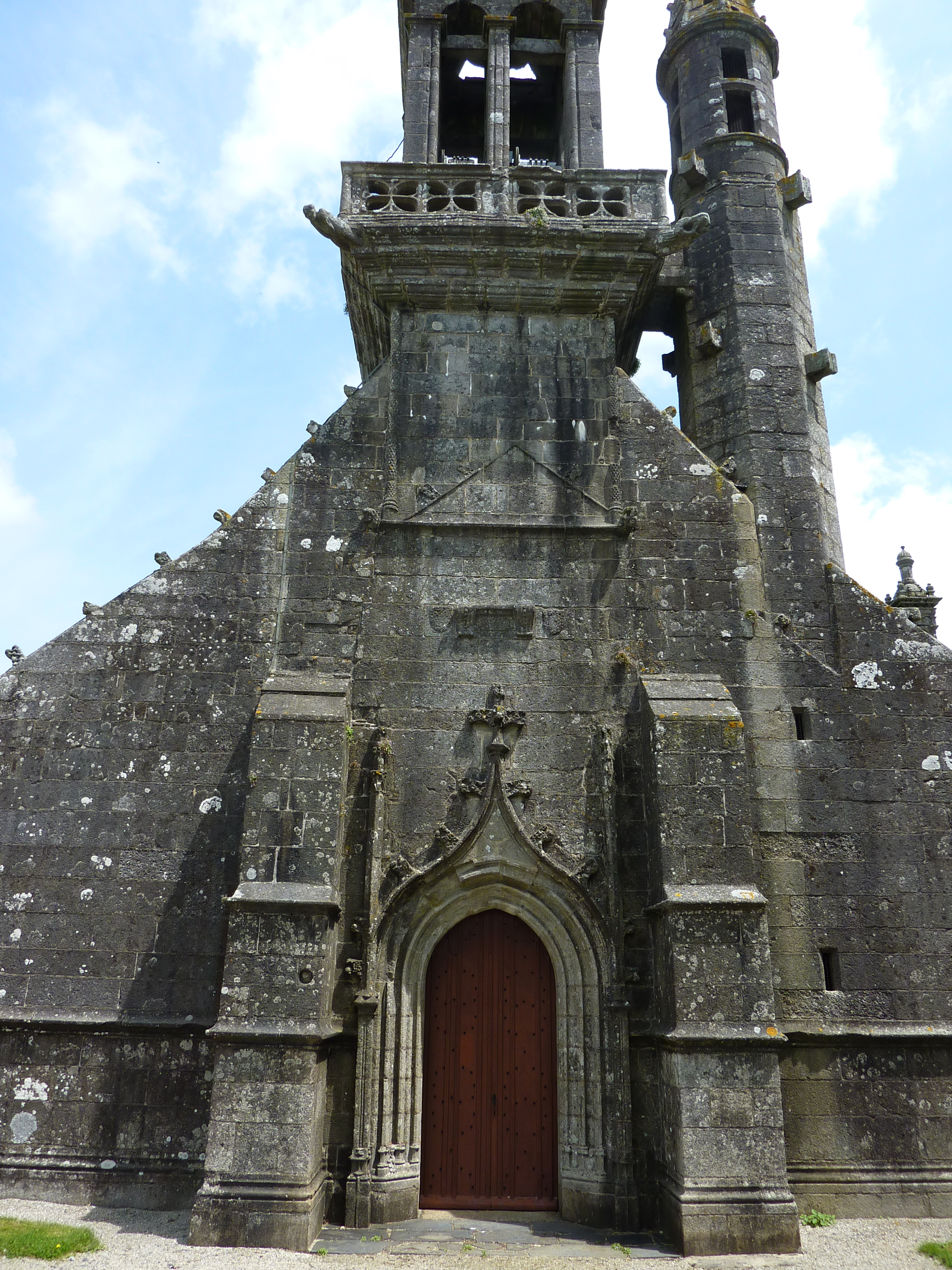
Le portail ouest de l'église Notre-Dame-et-Saint-Tugen.
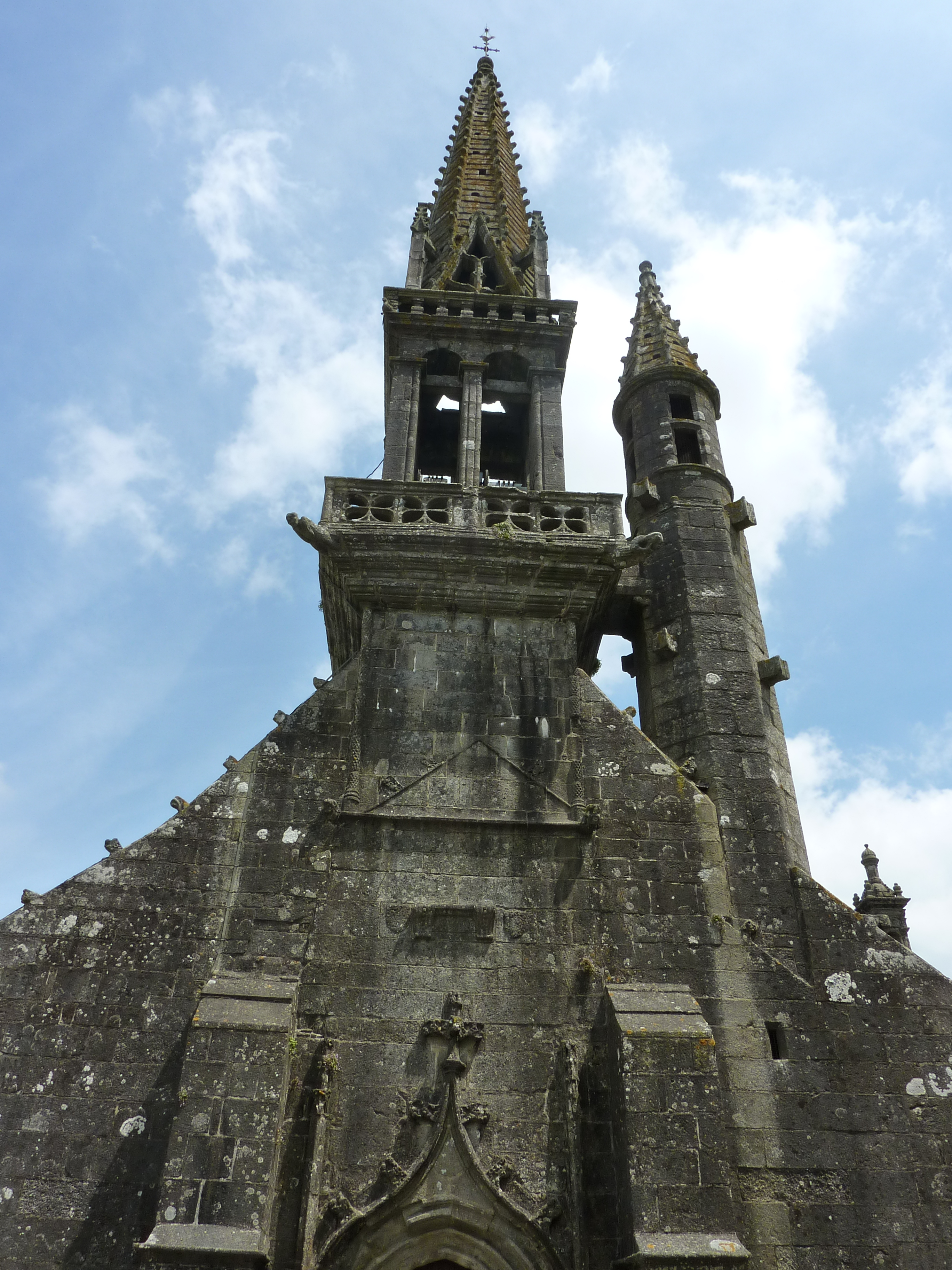
Le clocher et le portail ouest.
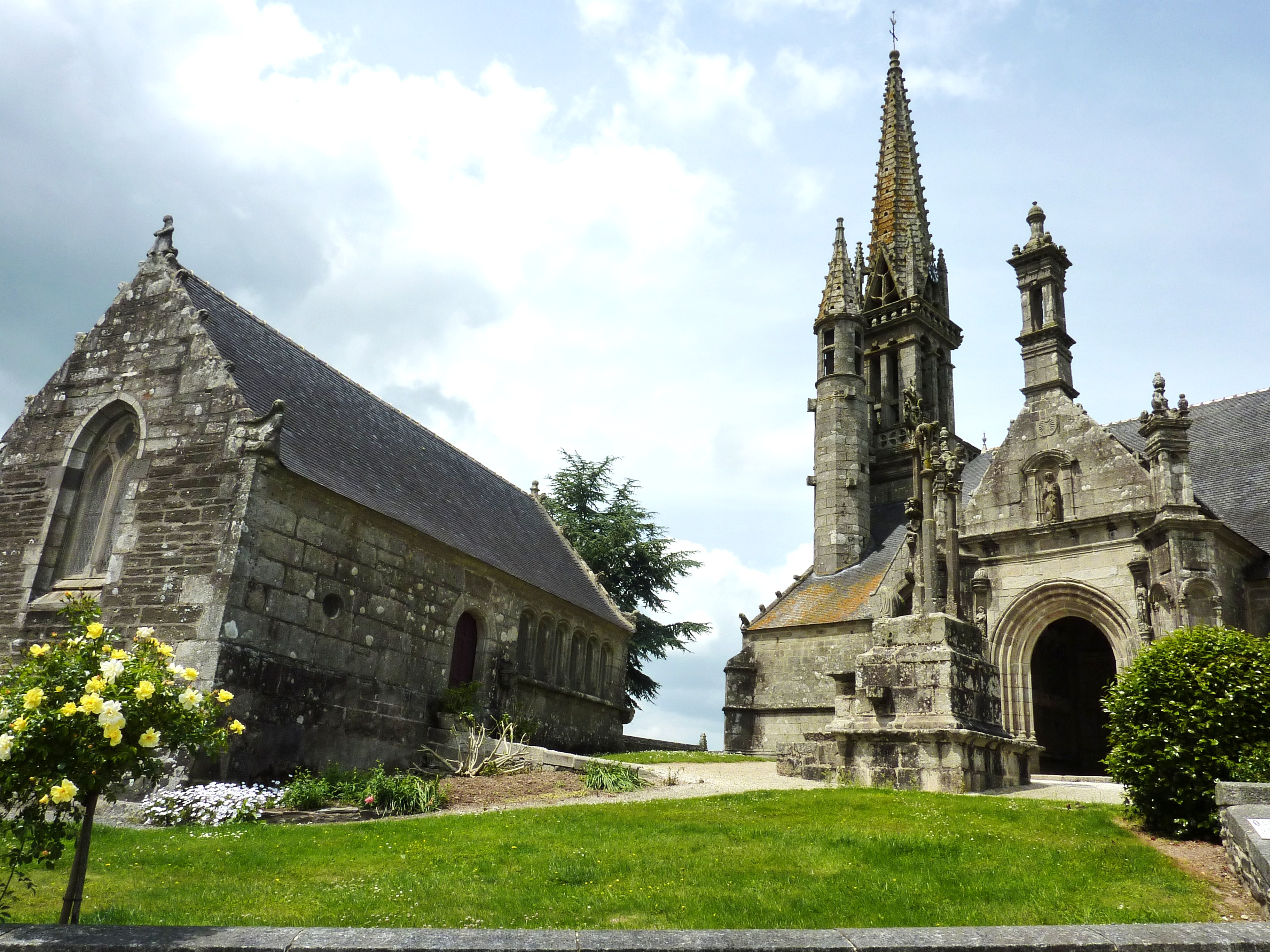
Église, ossuaire, calvaire (XVIe siècle).
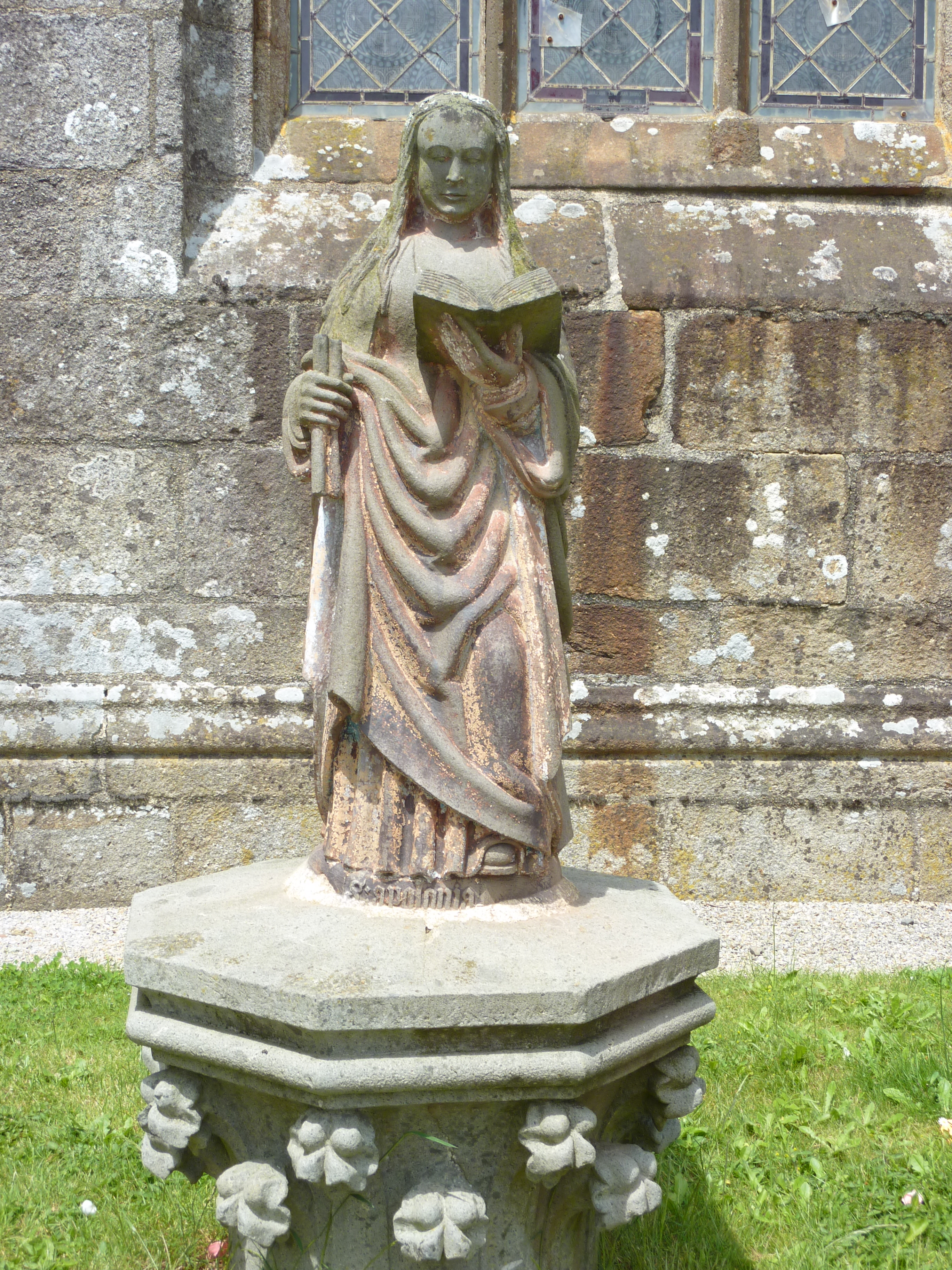
Statue dans l'enclos paroissial.
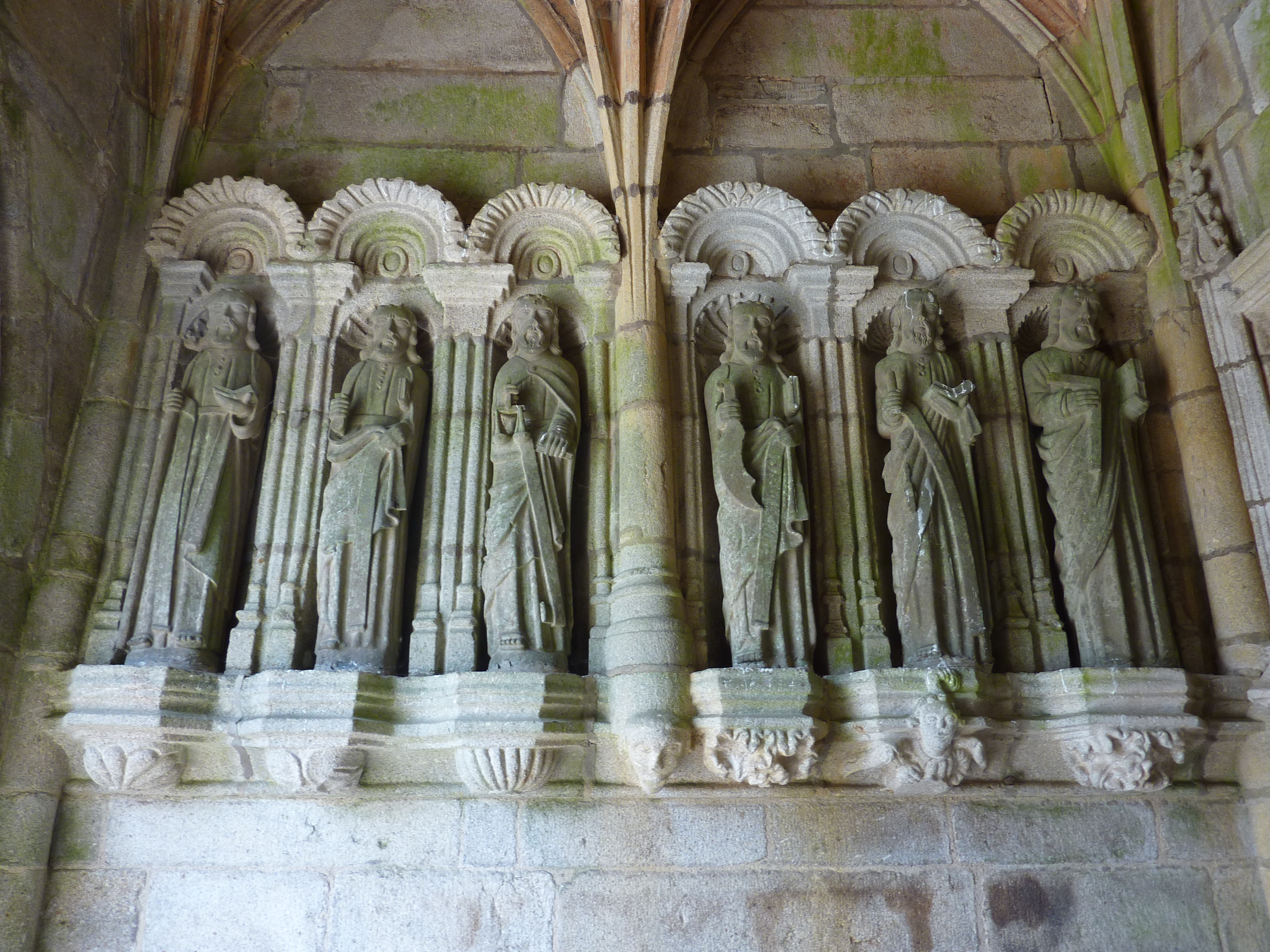
Six statues d'apôtres (porche de l'église).
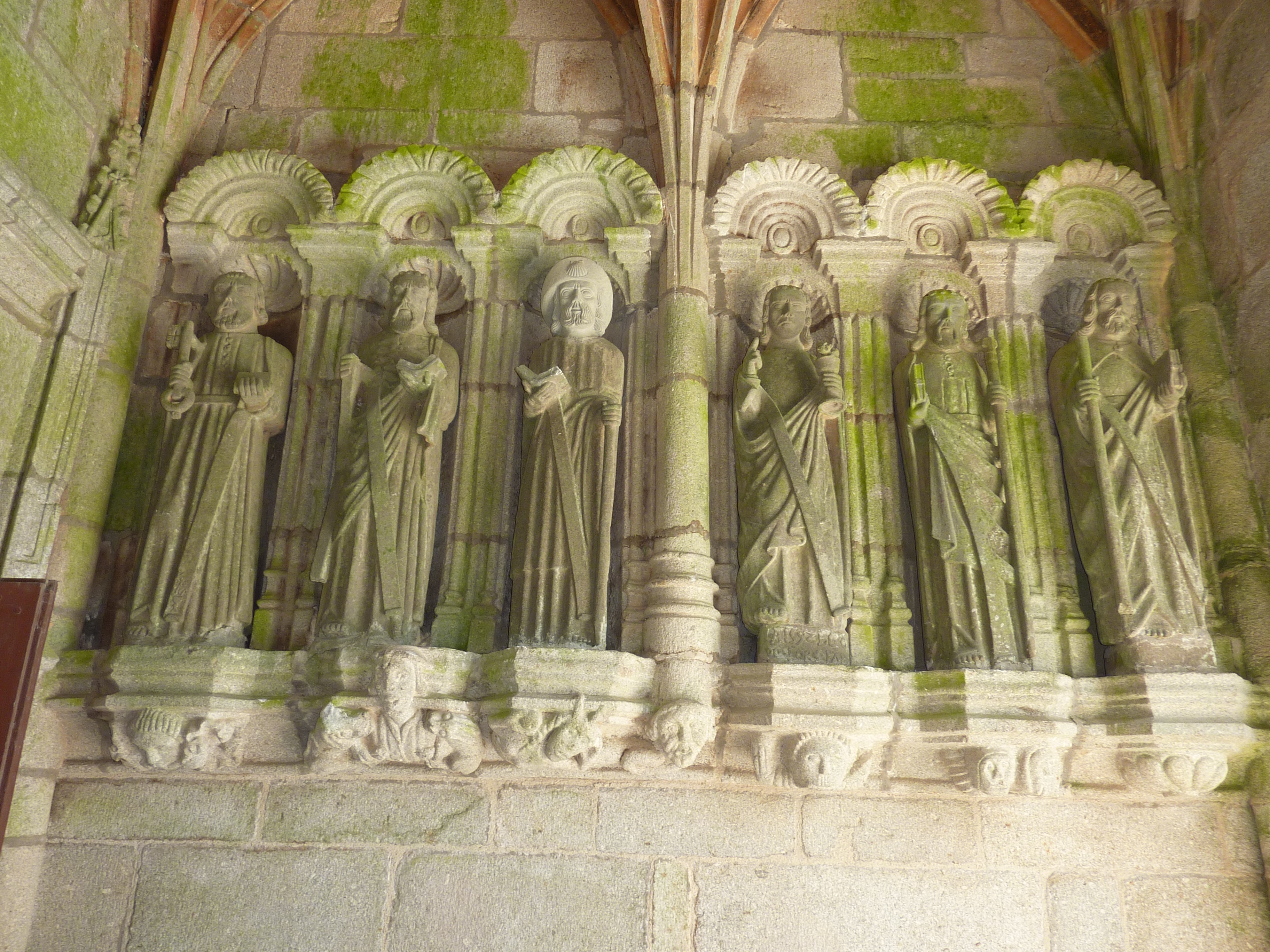
Les six autres apôtres dans le porche.
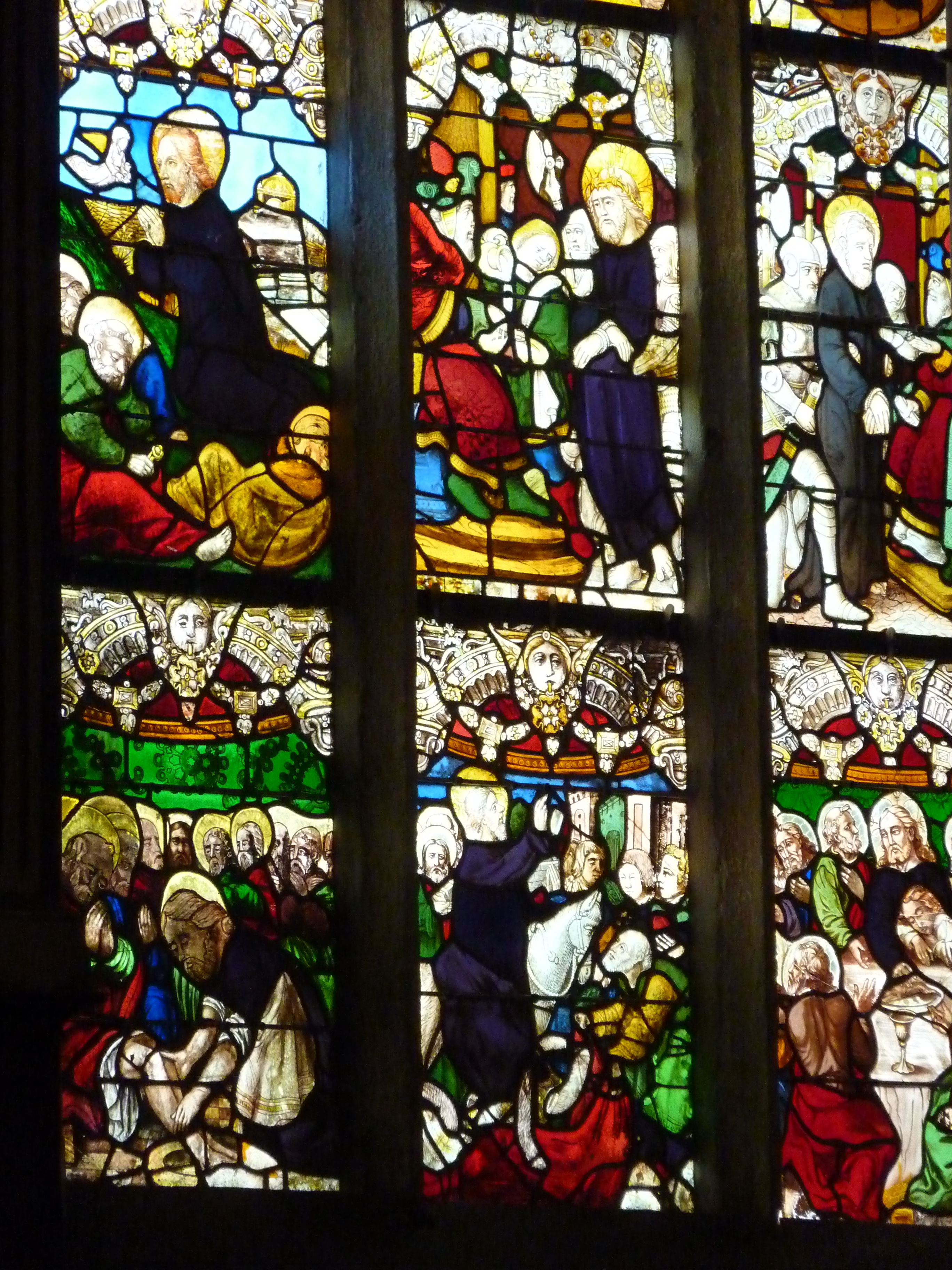
Le vitrail nord datant de 1543.
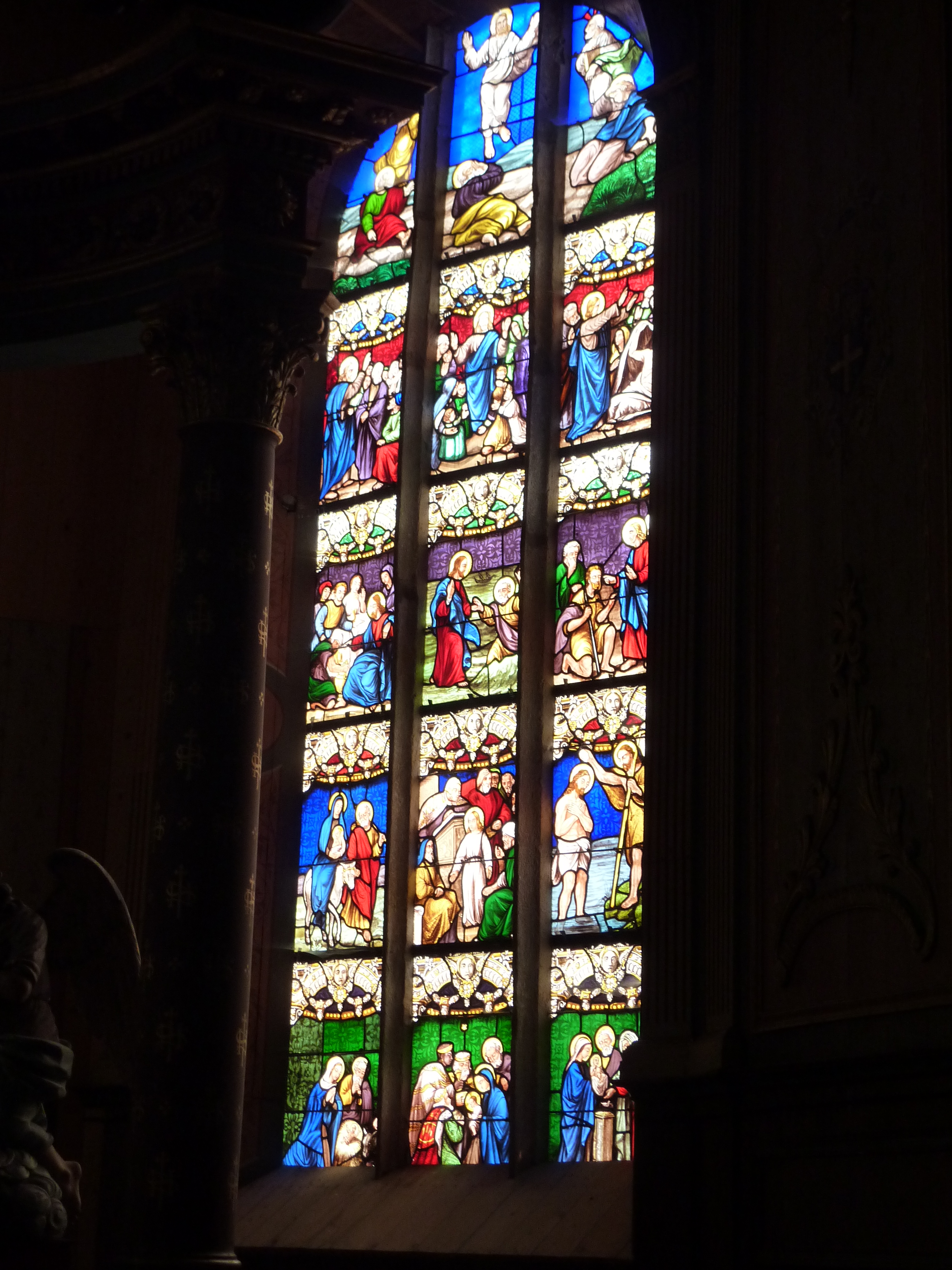
Le vitrail sud datant de 1860.
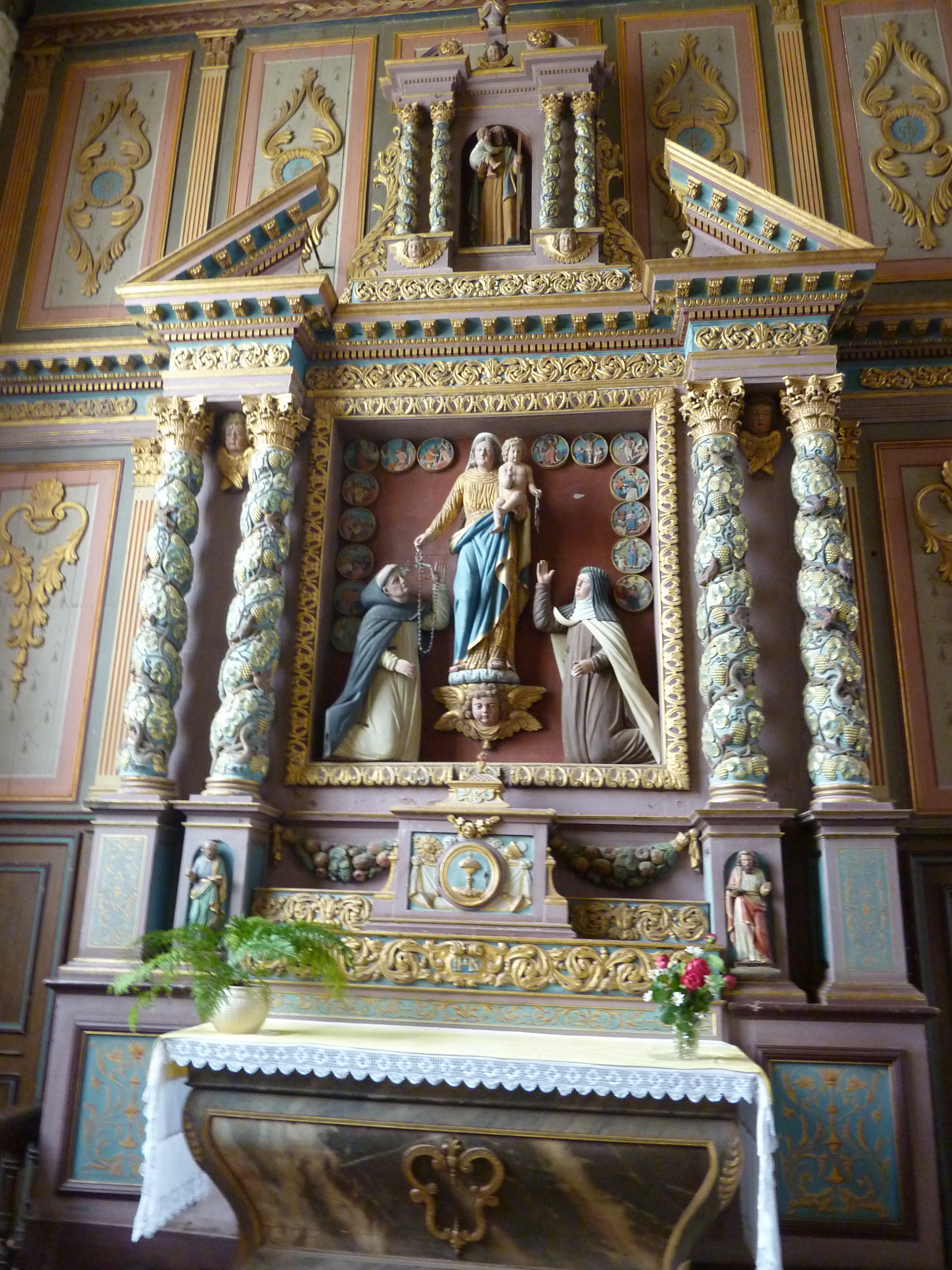
L'autel du rosaire.
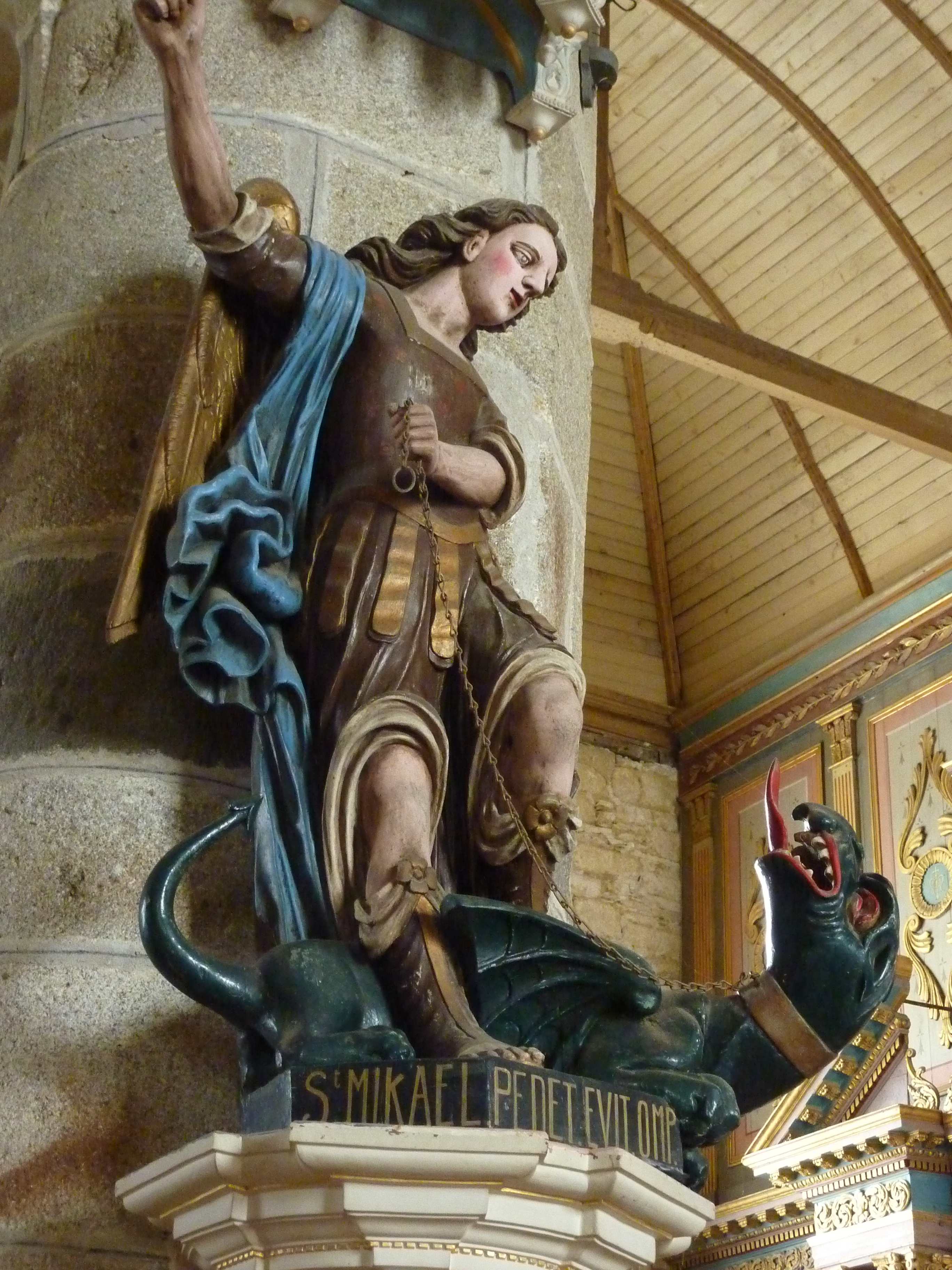
Statue de saint Michel terrassant le dragon.